# Патриціо Оліва
Патриціо Оліва (італ. Patrizio Oliva; 28 січня 1959, Неаполь, Італія) — італійський боксер, олімпійський чемпіон 1980 року. Чемпіон світу серед професіоналів у першій напівсередній ваговій категорії. Володар Кубку Вела Баркера, як найтехнічніший боксер Олімпійських ігор 1980 року.

## Аматорська кар'єра
Олімпійські ігри 1980 
- 1/16 фіналу. Переміг Ауреліна Аньяна (Бенін) RSC
- 1/8 фіналу. Переміг Фареза Халібі (Сирія) RSC
- 1/4 фіналу. Переміг Аце Русевського (Югославія) 3-2
- 1/2 фіналу. Переміг Ентоні Вілліса (Велика Британія) 5-0
- Фінал. Переміг Серіка Конакбаєва (СРСР) 4-1